# Ragnar Numelin

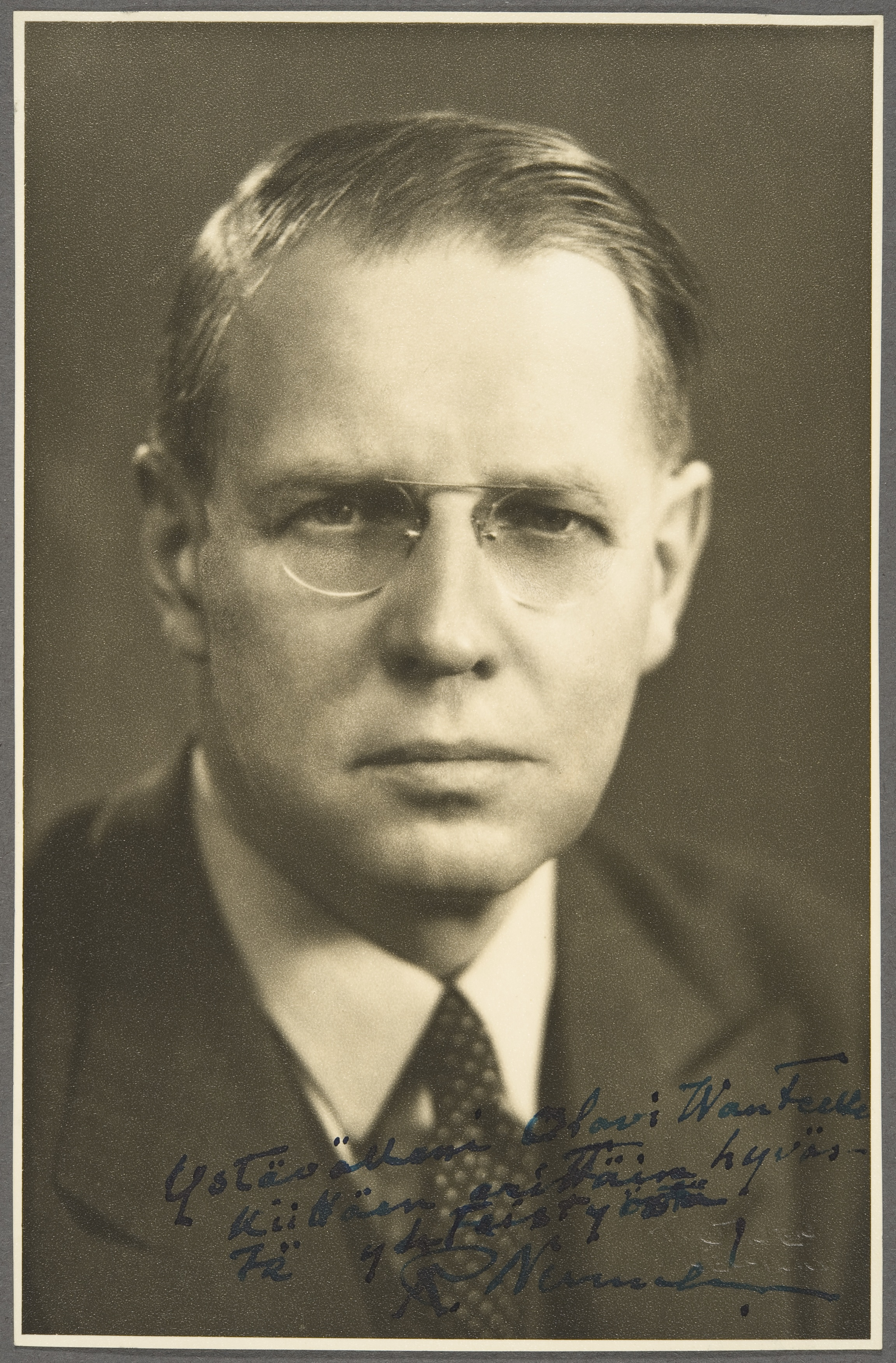
Ragnar Numelin i slutet av 1930-talet. Foto: Aarne Pietinen

Ragnar Julius Numelin, född den 28 september 1890 i Åbo, död den 12 oktober 1972 i Helsingfors, var en finländsk diplomat och författare.

## Biografi
Numelin var son till ett justitieråd vid Åbo hovrätt och började sin utbildning med studier i geografi men övergick snart till sociologi och bekände sig snart till den skola som bildats kring Edvard Westermarck. Han tog en fil.kand-examen 1913 och blev filosofie doktor 1919.
I början av första världskriget drogs Numelin som ung magister med i den finländska aktivismen, som strävade efter att lösgöra Finland från Ryssland, om nödvändigt genom väpnad kamp och han deltog i jägarrörelsens första möte i november 1914. Från 1916 verkade han inom den finländska frihetsrörelsens utrikesdelegation, som skötte jägarrörelsens angelägenheter i Stockholm, och han var bland de första personer som Finland efter självständighetsförklaringen sände på diplomatuppdrag till Sverige.
Efter att ha doktorerat i sociologi bestämde sig Numelin slutgiltigt för diplomatbanan. Han arbetade sedan i 35 år i finländska utrikesministeriet och var generalkonsul i Göteborg 1945–1947, ambassadör i Bryssel 1947–1950 och ambassadör i Wien och Prag 1950–1953. 
Han ägnade i sin verksamhet också tid till studier av folkvandringarnas problem och diplomatins förhistoria. Utifrån detta gav han ut ett stort antal skrifter inom ämnen som diplomati, sociologi, etnologi, geografi och grafologi. Bland hans populärvetenskapliga arbeten på svenska märks Den gröna grenen (1941) och den lärdosmhistoriska översikten Fältforskare och kammarlärde (1947). På facklitteraturens område var Numelin också banbrytare som upphovsman till böcker om turismen i Finland.